# 42
 For alternative betydninger, se 42 (flertydig). (Se også artikler, som begynder med 42)
| 42                 |
| ------------------ |
| Dødsfald - Fødsler |
|                    |

| Gregoriansk kalender | 42 XLII                 |
| Ab urbe condita      | 795                     |
| Armensk kalender     | I/T                     |
| Kinesiske kalender   | 2738 – 2739 辛丑 – 壬寅 |
| Etiopisk kalender    | 34 – 35                 |
| Jødisk kalender      | 3802 – 3803             |
| Hindukalendere       |                         |
| - Vikram Samvat      | 97 – 98                 |
| - Shaka Samvat       | N/A                     |
| - Kali Yuga          | 3143 – 3144             |
| Iransk kalender      | 580 BP – 579 BP         |
| Islamisk kalender    | 598 BH – 597 BH         |